# Бёрнс, Эмиль
Эмиль Бёрнс (англ. Emile Vivian Burns, 1889—1972) — британский коммунист, писатель.
Автор многих работ. Наиболее популярным его трудом указывают «Введение в марксизм» (англ. "Introduction to Marxism").
Член Компартии Великобритании с начала 1920-х годов, входил в исполнительный и политический комитеты. Указывается в числе основателей партии.
В дискуссии о характере войны в 1939 году поддержал Гарри Поллита, вместе с Вилли Галлахером, Джоном Россом Кэмпбеллом и Тэдом Брэмли.
В послевоенные годы сотрудничал с Кваме Нкрумой, во время пребывания последнего в Лондоне.
С 1947 года возглавлял нацкультурный комитет КПВ.
В 1948—1955 годах редактор теоретического журнала КПВ.
Был женат, дочь Марка (1916—2008).